# قایچوک وارطانیان
قایچوک (کایدزوک) مسیحی وارطانیان (ارمنی: Ղայչուկ (կայձուկ) Մասիհի Վարդանյան؛  زادهٔ ۱۹۳۰) داروساز  ارمنی‌تبار اهل ایران است. قایچوک وارطانیان، نخستین زن داروساز و دکترای داروسازی ایران در شهر تبریز می‌باشد.

## زندگی‌نامه
قایچوک وارطانیان در سال ۱۹۳۰ میلادی (۱۳۰۹ خورشیدی) در تبریز به دنیا آمد. تحصیلات ابتدایی و متوسطه خود را در زادگاهش تبریز به پایان رسانیده‌است. وی در سال ۱۹۵۴ (۱۳۳۱) از دانشکده داروسازی با دریافت دکترا در رشته داروسازی فارغ‌التحصیل شد. وی به مدت ۳۰ سال در سازمان درمانی دانشگاه علوم پزشکی تبریز مسئول داروخانه‌های بیمارستان‌های تابعه دانشگاه تبریز بود.
از سال ۱۹۸۴ (۱۳۶۳) بازنشسته شد و با اخذ پروانه در داروخانهٔ خود مشغول به کار شد. او در طول مدت خدمات دولتی بارها به علت انجام خدمات و جدیت در کارها موفق به اخذ تشویق کتبی از مسئولین سازمان‌های درمانی گردیده‌است. دکتر قایچوک مسیحی وارطانیان علاوه بر خدمات تخصصی خود در فعالیت‌های اجتماعی ارامنه شرکت داشته و مدت های مدید عضو هیئت مدیرهٔ انجمن امدادی خی زنان در تبریز بوده‌است.